# Gedko

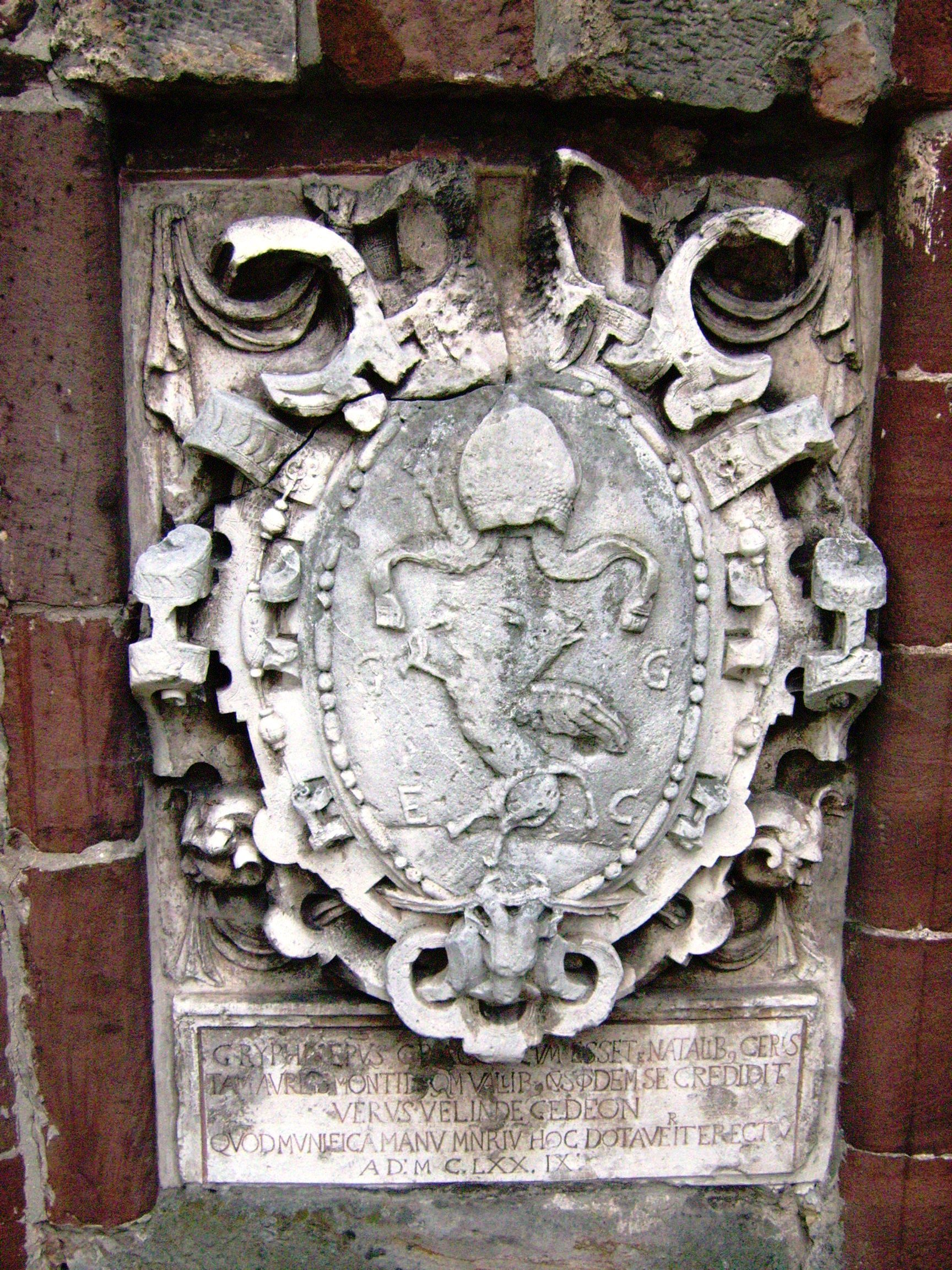
Stiftertafel aus dem Kloster Wąchock

Gedko (* 1130; † 1185 in Krakau) war ab 1166 Bischof von Krakau.

## Leben
Gedko stammte möglicherweise aus dem Geschlecht der Gryfici oder Powałowie. Er wurde 1166 als Krakauer Bischof eingesetzt. 1177 stand er der Verschwörung der kleinpolnischen Adeligen vor, die zur Abdankung des polnischen Seniorherzogs Mieszko dem Alten führte. Damit verhalf er Kasimir dem Gerechten auf den Krakauer Thron, dessen engster Mitarbeiter er wurde. Er betätigte sich als reger Kirchenstifter. Er stiftete unter anderem 1171 die Kathedrale von Kielce und versorgte die Klöster in Jędrzejów, Miechów, Sulejów, Busko und Koprzywnica mit finanziellen Mitteln. 1184 überführte er in die Wawel-Kathedrale die Reliquien des Heiligen Florians und stiftete die Krakauer Floriansbasilika.